# Marcetelli
Marcetelli – miejscowość i gmina we Włoszech, w regionie Lacjum, w prowincji Rieti.
Według danych na rok 2004 gminę zamieszkiwało 126 osób, 11,5 os./km².